# Ectropis similaria
Ectropis similaria är en fjärilsart som beskrevs av Hüfnagel 1767. Ectropis similaria ingår i släktet Ectropis och familjen mätare. Inga underarter finns listade i Catalogue of Life.

## Bildgalleri

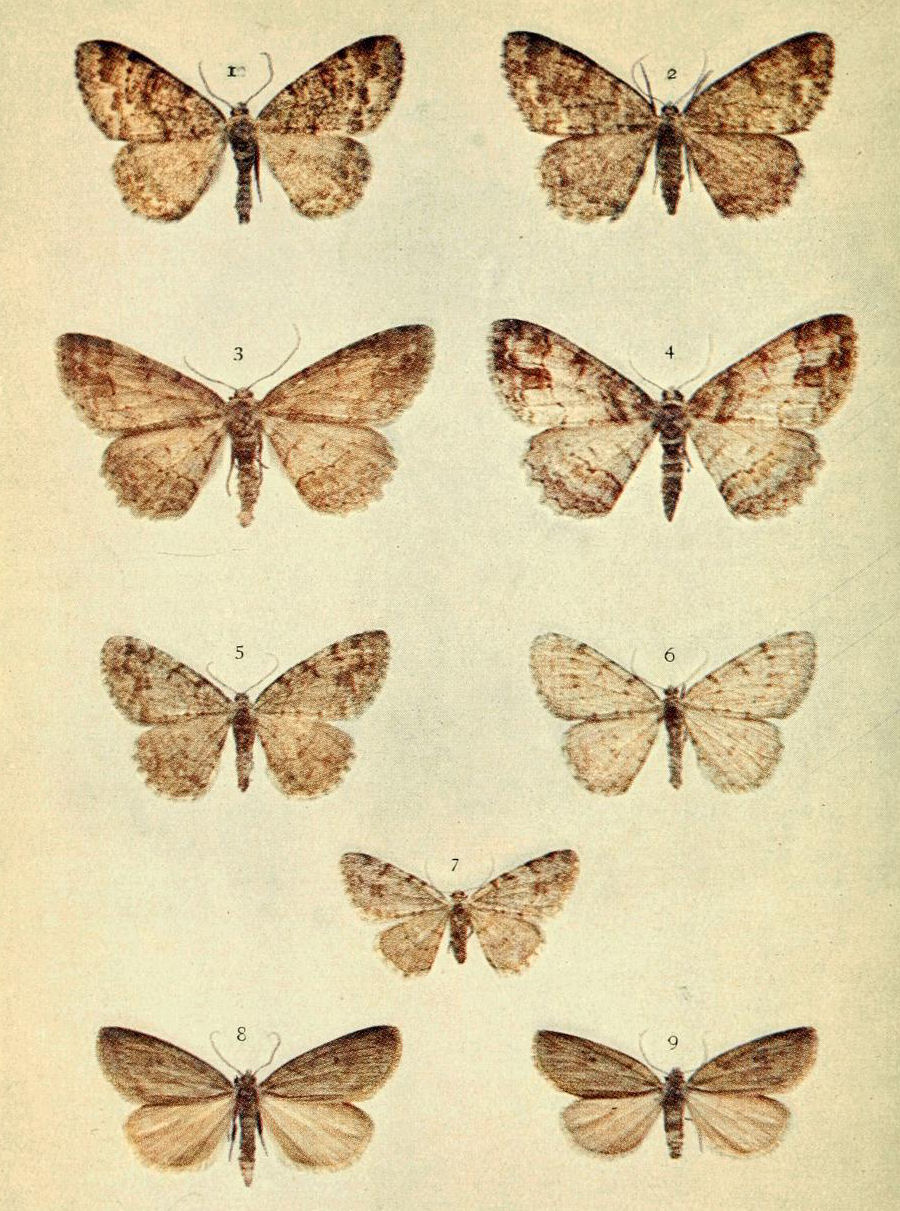